# Rolf Zetterström
Rolf Olov Fredrik Zetterström, född 24 augusti 1920 i Oscars församling, Stockholm, död 29 september 2011 på Lidingö, var en svensk barnläkare och professor.

## Biografi
Rolf Zetterström föddes 1920 på Östermalm i Stockholm, där han växte upp som äldsta barnet av tre. Hans föräldrar var byråchefen Rolf Zetterström och Jeanne Wynants. Zetterström började efter studentexamen 1938 studera medicin vid Karolinska institutet, där han blev med. kand. 1940 och med. lic. 1944. Han arbetade under en tid mycket med neurologi, men bestämde sig för en bana inom barnmedicin. Hans första arbetsplats var Sachsska barnsjukhuset på Södermalm i Stockholm. Zetterström disputerade 1951 vid Karolinska Institutet. .
År 1958 blev Zetterström professor i pediatrik vid Göteborgs universitet, där han verkade fram till 1962 och efter det vid Karolinska institutet till 1986. Han var chef för Kronprinsessan Lovisas barnsjukhus, och efter nedläggningen blev han chef vid den barnmedicinska kliniken på Sankt Görans sjukhus i Stockholm 1970–1986. Han blev 1975 ledamot av Vetenskapsakademien, och satt i Karolinska Institutets Nobelkommitté mellan 1975 och 1983. Han var engagerad i att förbättra barnsjukvården i flera länder, bland annat i Ukraina, Guinea-Bissau och Kina. Han har också gjort stora insatser för etiopisk barnsjukvård.
Rolf Zetterström gick i pension 1986 och lämnade då sin post som barnklinikchef på Sankt Görans sjukhus. Men han fortsatte att vara aktiv inom sjukvården, deltog i seminarier och konferenser in i de sista åren av sitt liv.
Under 40 år, mellan 1965 och 2005, var han chefredaktör för Acta Paediatrica och var därefter en av tidningens litteraturredaktörer. Han fick runt 400 vetenskapliga artiklar publicerade i diverse skrifter. 
Rolf Zetterström är begravd på Lidingö kyrkogård.

## Arbetet mot barnaga
Zetterström var aktiv i att driva igenom lagen som förbjöd barnaga 1979. År 2000 mottog han Solstickepriset. Motiveringen löd: Rolf Zetterström för sitt banbrytande arbete för barns och ungdomars hälsa och deras sociala välfärd. Arbetsinsatsen har omfattat så skiftande intresseområden som behandling av barn med hjärnsjukdomar till stödinsatser för kroppsligt och psykiskt misshandlade barn och till sökandet efter ny kunskap om social felutveckling och kriminalitet hos barn och ungdomar.

## Rolf Zetterström-stipendiet
Majblommans forskningsråd delar ut ett stipendium, Rolf Zetterström-stipendiet, för att främja pediatrisk utveckling. 2011 mottog överläkaren vid Astrid Lindgrens barnsjukhus, docent Bo Lundell, stipendiet av drottning Silvia.

## Familj
Rolf Zetterström var gift två gånger, första gången 1946–1958 med ögonläkaren Birgitta Zetterström-Karpe , med vilken han fick barnen Maria, Charlotta och Tyra. Andra gången gifte han sig 1959 med läkaren Jelena Rennerova (tidigare gift med Olof Palme). I detta andra äktenskap föddes dottern Jelena samt tvillingarna Eugenia och Rolf.